# Farmington (Delaware)
Farmington è un comune degli Stati Uniti, situata nella Contea di Kent, nello Stato del Delaware. Secondo il censimento del 2000 la popolazione era di 75 abitanti. Appartiene all'area micropolitana di Dover.

## Geografia fisica
Secondo i rilevamenti dello United States Census Bureau, il comune di Farmington si estende su una superficie totale di 0,2 km², tutti quanti occupati da terre.

## Popolazione
Secondo il censimento del 2000, a Farmington vivevano 75 persone, ed erano presenti 20 gruppi familiari. La densità di popolazione era di 519 ab./km². Nel territorio comunale si trovavano 35 unità edificate. Per quanto riguarda la composizione etnica degli abitanti, il 100% era bianco.
Per quanto riguarda la suddivisione della popolazione in fasce d'età, il 20,0% era al di sotto dei 18, il 4,0% fra i 18 e i 24, il 32,0% fra i 25 e i 44, il 25,3% fra i 45 e i 64, mentre infine il 18,7% era al di sopra dei 65 anni di età. L'età media della popolazione era di 42 anni. Per ogni 100 donne residenti vivevano 120,6 maschi.